# Palacio Corner Spinelli
El Palacio Corner Spinelli es un edificio histórico de Venecia, ubicado en el sestiere de San Marco. Se asoma al Gran Canal, enfrente del Palacio Querini Dubois. En la arquitectura veneciana se considera un símbolo de la transición del estilo gótico al renacentista.

## Historia
El edificio fue encargado por la familia Lando entre 1480 y 1490. Debido a la desastrosa situación económica de la familia, en particular de Pietro Lando, arzobispo de Candia, en 1542 el complejo fue vendido a la familia Corner. Michele Sanmicheli y Giorgio Vasari reformaron el edificio. 
La fachada se mantuvo sin cambios, mientras que toda la parte trasera fue revisada. En los interiores se adoptó un estilo clásico, con la inserción de una chimenea en todos los ambientes principales y el uso de columnas y arcos de medio punto. Las partes de madera del dormitorio del cliente, Giovanni Cornaro, tienen la particularidad de estar doradas. De 1740 a 1810 la mansión fue arrendada a la familia Spinelli. Adquirida por la familia Cornoldi, en 1850 pasó a ser propiedad de la bailarina Maria Taglioni, quien ya la poseía Palacio Giustinian Lolin, Palacio Barzizza y Ca' d'Oro.

### Atribución
En 1897, Pietro Paoletti atribuyó el diseño del edificio a Mauro Codussi. Sin embargo, estudios posteriores han cuestionado esta hipótesis, atribuyendo la autoría de la obra a los alumnos de la escuela de Codussi, pero no directamente a este último. Uno de los argumentos a favor de esta tesis es el desajuste entre el estilo de la fachada y el presente en los edificios construidos hasta entonces por Codussi.[cita requerida]

## Descripción
El edificio es un ejemplo de la transición de las formas góticas, predominantes en la Venecia del siglo XV, a las líneas renacentistas, que siguen el modelo de Ca' Vendramin Calergi.
La fachada es simétrica, abierta a los pisos nobles por cuatro biforas con arco de medio punto en cada piso y cortada por hileras de cuerdas (marcapiano). Elementos peculiares del edificio son los balcones de trébol y las ventanas en forma de pera, que dividen los dos huecos de las biforas. 
En la planta baja se embellece la superficie exterior por el almohadillado, que en el centro incluye una portada redondeada. En el interior se conserva una chimenea del siglo XVI, obra de Jacopo Sansovino.